# 顧敏恒
顾敏恒（?—?），字立方，号笠舫，江苏无锡人。清朝官员，学者。进士出身、学者顾奎光子。

## 生平
顾敏恒为乾隆五十二年（1787年）丁未科进士。官至苏州府教授，不滿三年即卒。

## 著作
顾敏恒好吟咏，尤善骈文。有《笠舫诗稿》及《古文辨体》等。

## 家族
顾敏恒出身于无锡望族顾氏，其家据称为三国吴丞相顾雍之后，明初自苏州迁至无锡胶山，明中期曾有顾可学、顾可适、顾可久兄弟进士。此后至清末家族又有多人登科。顧敏恒之父顧奎光，官至湖南桑植縣知縣。